# Martin Fischer
Martin Fischer (nacido el 21 de julio de 1986) es un tenista profesional austíaco. Su ranking individual más alto fue el n.º 117 alcanzado el 11 de octubre de 2010. En dobles alcanzó el puesto n.º 119 el 24 de mayo de 2010.
Ha ganado hasta el momento 2 título de la categoría ATP Challenger Series en individuales, otros 15 títulos en dobles. De estos, 13 fueron teniendo a su compatriota Philipp Oswald como pareja.

## Carrera profesional
Fischer ganó en 2006, los torneos Futures de Pörtschach en julio y Nottingham en septiembre. Posteriormente recibió dos invitaciones para disputar torneos ATP. En octubre el Torneo de Viena y el Torneo de Kitzbühel en el año 2007.
En 2007, obtuvo tres títulos de Futures en Austria, Rusia e Inglaterra. Después, Fischer intentó establecerse en el ATP Challenger Series. En noviembre de 2007, su mejor resultado fue la posición n.º 257 del ranking ATP.
En 2008, Martin Fischer logró entrar en el top 200 del ranking de la ATP, tanto en individuales como en dobles. Ganó una ronda en todos los torneos clasificatorios de los Grand Slam. Fue nominado por primera vez para el Equipo de Copa Davis de Austria (victoria 3-2 contra el Reino Unido) pero no disputó ningún partido en este año. Plantó buen partido en el Torneo de Viena 2008 al entonces n.º 9 mundial, el argentino Juan Martín del Potro, cayendo derrotado por 6-7(7) y 6-7(5).
En mayo de 2010, Fischer se clasificó para el Abierto de Francia en lo que fue su primera vez en un cuadro principal de un torneo Grand Slam. Allí perdió en la primera ronda en un partido apretado en cinco sets ante el argentino Horacio Zeballos. Un mes más tarde, disputó con éxito el Campeonato de Wimbledon tras vencer a Dominik Hrbatý, Bjorn Phau y Ramón Delgado, una vez más claslificado para el cuadro principal. Allí ganó en la primera ronda en tres sets seguidos contra el japonés Go Soeda y luego perdió ante el entonces N.º 25 del ranking mundial, el brasileño Thomaz Bellucci, en cuatro duros sets
Debutó en la Copa Davis por los play-off del grupo mundial, el 19 de septiembre ante el israelí Harel Levy con triunfo por 2-6 6-3 6-0 6-3, partido disputado en Tel Aviv colaborando para el triunfo global de 3-2 y la vuelta de Austria al Grupo Mundial.
En el año 2011 vuelve a disputar otro encuentro de Copa Davis por la primera ronda del grupo mundial ante el seleccionado francés. Esta vez fue derrotado por Jeremy Chardy por 6-2 6-7(4) 3-6 3-6, cayendo también en el global por 2-3.
En el año 2014 se presentó para disputar el Challenger de Kioto 2014 como octavo cabeza de serie. Culminó victorioso el torneo ganando su primer título ATP Challenger Tour en cuatro años, recuperándose de un set abajo para vencer al local y campeón en 2012 Tatsuma Ito por 3-6, 7-5, 6-4 en la final. El austríaco disparó 10 aces y convirtió cinco de nueve oportunidades de quiebre para llevarse el triunfo.

## Títulos; 17 (2 + 15)
| Leyenda                        | Individuales | Dobles |
| ------------------------------ | ------------ | ------ |
| Grand Slam (tenis)\|Grand Slam | 0            | 0      |
| ATP World Tour Finals          | 0            | 0      |
| ATP World Tour Masters 1000    | 0            | 0      |
| ATP World Tour 500 Series      | 0            | 0      |
| ATP World Tour 250 Series      | 0            | 0      |
| ATP Challenger Series          | 2            | 15     |

### Individuales
| N.º | Fecha      | Torneo                    | Superficie    | Oponente en la final | Resultado     |
| --- | ---------- | ------------------------- | ------------- | -------------------- | ------------- |
| 1.  | 05.07.2010 | Challenger de Oberstaufen | Tierra batida | Cedrik-Marcel Stebe  | 6–4, 6–4      |
| 2.  | 09.03.2014 | Challenger de Kyoto       | Dura          | Tatsuma Ito          | 3-6, 7-5, 6–4 |

### Dobles
| N.º | Fecha      | Torneo                        | Superficie    | Compañero        | Oponente en la final                         | Resultado           |
| --- | ---------- | ----------------------------- | ------------- | ---------------- | -------------------------------------------- | ------------------- |
| 1.  | 28.09.2008 | Challenger de Grenoble        | Dura(i)       | Philipp Oswald   | Niels Desein Dick Norman                     | 6–7(5), 7–5, [10–7] |
| 2.  | 20.09.2009 | Challenger de Todi (1)        | Tierra batida | Philipp Oswald   | Pablo Santos Gabriel Trujillo-Soler          | 7–5, 6–3            |
| 3.  | 27.09.2009 | Challenger de Palermo (1)     | Tierra batida | Philipp Oswald   | Pierre-Ludovic Duclos Rogério Dutra da Silva | 4–6, 6–3, [10–5]    |
| 4.  | 18.10.2009 | Challenger de Kolding         | Dura(i)       | Philipp Oswald   | Jonathan Marray Aisam-ul-Haq Qureshi         | 7–5, 6–3            |
| 5.  | 14.03.2010 | Challenger de Kyoto           | Carpeta (i)   | Philipp Oswald   | Divij Sharan Vishnu Vardhan                  | 6–1, 6–2            |
| 6.  | 02.05.2010 | Challenger de Ostrava         | Tierra batida | Philipp Oswald   | Tomasz Bednarek Mateusz Kowalczyk            | 2–6, 7–6(6), [10–8] |
| 7.  | 10.10.2010 | Challenger de Palermo (2)     | Tierra batida | Philipp Oswald   | Alessandro Motti Simone Vagnozzi             | 4–6, 6–2, [10–6]    |
| 8.  | 29.05.2011 | Challenger de Alessandria     | Tierra batida | Philipp Oswald   | Jeff Coetzee Andreas Siljeström              | 6–7(5), 7–5, [10–6] |
| 9.  | 03.07.2011 | Challenger de Turín           | Tierra batida | Philipp Oswald   | Uladsimir Ignatik Martin Kližan              | 6-3, 6-4            |
| 10. | 10.07.2011 | Challenger de Oberstaufen (1) | Tierra batida | Philipp Oswald   | Tomasz Bednarek Mateusz Kowalczyk            | 7-6(1), 6-3         |
| 11. | 18.11.2011 | Challenger de Salzburgo       | Dura          | Philipp Oswald   | Alexander Waske Lovro Zovko                  | 6–3, 3–6, [14–12]   |
| 12. | 24.03.2012 | Challenger de Bath            | Dura          | Philipp Oswald   | Jamie Delgado Ken Skupski                    | 6–4, 6–4            |
| 13. | 16.06.2012 | Challenger de Nottingham      | Hierba        | Olivier Charroin | Yevgueni Donskói Andréi Kuznetsov            | 6-4, 7-66           |
| 14. | 16.09.2012 | Challenger de Todi (2)        | Tierra batida | Philipp Oswald   | Marco Cecchinato Alessio di Mauro            | 6–3, 6–2            |
| 15. | 20.04.2013 | Challenger de Roma-1          | Tierra batida | Andreas Beck     | Martin Emmrich Rameez Junaid                 | 7-62, 6-0           |